# FTL Games
FTL Games (Faster Than Light) — подразделение по разработке видеоигр компании Software Heaven Inc. FTL создала несколько популярных видеоигр в 1980-х годах. Несмотря на небольшой масштаб компании, продукты FTL неизменно были лидерами продаж и получали самые высокие оценки критиков и отраслевые награды. 
Компания FTL была основана Уэйном Холдером в 1982 году. Холдер основал Software Heaven и FTL в качестве её игрового подразделения после основания Oasis Systems, которая специализировалась на программном обеспечении для проверки орфографии. Он нанял Брюса Уэбстера, с которым окончил среднюю школу, возглавить FTL. После того, как Вебстер покинул FTL в 1984 году, к компании присоединился Дуг Белл, который работал техническим директором, пока FTL не прекратила существование в 1996 году.

## Игры
За свою относительно короткую историю FTL выпустила несколько игр. Большинство из них стали бестселлерами, а некоторые даже установили новые стандарты для игр своего жанра.

### SunDog
Холдер и Уэбстер совместно разработали первую игру FTL, SunDog: Frozen Legacy, космическую торговую игру. Впервые она была выпущена для Apple II в марте 1984 года. Вебстер выполнил большую часть программирования для версии Apple II, но ушёл из FTL после выпуска версии 2.0. Дуг Белл, Энди Джарос и Майкл Ньютон значительно улучшили графику игры при портировании на Atari ST, выпустив её в конце 1985 года. SunDog стала самой продаваемой игрой для Atari ST в течение первого года продажи системы и получила признание критиков.
Обложка упаковки была разработана и проиллюстрирована Дэвидом Р. Дэрроу.
Все последующие игры FTL содержат как минимум одну тонкую отсылку к Sundog.

### Oids
Oids, аркадная игра, была одним из второстепенных релизов FTL. Первоначальная версия для Atari ST была создана Дэном Хьюиттом, который занимался как графикой, так и всем программированием. После более поздней редации под Apple Macintosh игре уделялось мало внимания, но она получила 5 звёзд на Macworld 1990. Однако оригинальный выпуск Atari ST получил восторженные отзывы в Великобритании, где остаётся культовым фаворитом. Позже, после того, как FTL прекратила деятельность, Кирк Бейкер разработал и выпустил обновлённую авторизованную условно-бесплатную версию Oids для Macintosh. Однако её затмил выпуск следующей игры FTL.
Как и в случае с SunDog, обложка упаковки была разработана и проиллюстрирована Дэвидом Р. Дэрроу.

### Dungeon Master
Dungeon Master — ролевая игра в жанре фэнтези, первая игра с геймплеем в реальном времени. Игра включала в себя ряд функций пользовательского интерфейса, которые делали игровой процесс особенно приятным, от системы заклинаний, которая казалась «логичной», до интуитивно понятного использования мыши для прямого управления элементами в смоделированном трехмёрном представлении. Игра была выпущена на Atari ST в 1987 году и стала самым продаваемым продуктом для этой платформы в истории. В конечном итоге игра была перенесена на более чем дюжину платформ на шести языках.
Игра получила множество наград, в том числе первую специальную награду за художественные достижения от журнала Computer Gaming World.
Дэрроу также сделал обложку и для этой игры.

### Chaos Strikes Back
Продолжение Dungeon Master, Chaos Strikes Back, было выпущено в 1989 году для большинства платформ, за исключением ПК. В ней используется тот же движок, что и в Dungeon Master, но игра содержит новых существ и обновлённую графику.

### Dungeon Master: Theron’s Quest
Dungeon Master: Theron’s Quest 1992 года была упрощенной версией Dungeon Master с новыми подземельями для TurboGrafx-16 и PC Engine.

### Dungeon Master II
Dungeon Master II: The Legend of Skullkeep стала самой продаваемой игрой недели, когда она была выпущена в Японии в декабре 1993 года. По какой-то причине прошло два года, прежде чем она была выпущена в США и Европе в 1995 году компанией Interplay Productions. В то время как игру с нетерпением ждали легионы игроков Dungeon Master, к 1995 году она уже считалась устаревшей и продавалась плохо. Примерно в то же время компания FTL распалась.

### Dungeon Master Nexus
Игра Dungeon Master Nexus была выпущена в 1998 году для Sega Saturn и только для японского рынка под брендами FTL и Software Heaven. Она была опубликована и, возможно, также разработана компанией Victor Interactive Software Inc.